# Индиана Джонс и последний крестовый поход
«Индиана Джонс и Последний крестовый поход» (англ. Indiana Jones and the Last Crusade) — американский приключенческий боевик 1989 года, снятый режиссёром Стивеном Спилбергом. Автором сюжета, как и на предыдущих фильмах, выступил исполнительный продюсер Джордж Лукас, а сценарий написал Джеффри Боэм. Третья картина серии фильмов (первая с рейтингом PG-13) о приключениях археолога Индианы Джонса, и 16-й полнометражный фильм компании «Lucasfilm». Главные роли исполнили Харрисон Форд и Шон Коннери, сыгравший отца прославленного археолога, доктора Генри Джонса-старшего; также в фильме снялись Элисон Дуди, Денхолм Эллиотт, Джулиан Гловер, Ривер Феникс и Джон Рис-Дэвис.
Действие происходит в 1938 году: Индиана Джонс отправляется на поиски своего пропавшего отца, похищенного нацистами, которые желают заполучить Святой Грааль. После смешанных отзывов критиков и зрителей на мрачную атмосферу картины «Индиана Джонс и Храм судьбы» Спилберг задумал снять более «светлый» фильм. За 5 лет, прошедших с момента выхода предыдущей картины, Спилберг и автор сюжета Лукас пересмотрели множество сценариев, прежде чем остановили выбор на варианте Джеффри Боэма. Съёмки проходили в США, Испании, Италии, Западной Германии, Великобритании, Турции, а также Иордании.
В прокат США кинокомпания «Paramount Pictures» выпустила фильм 24 мая 1989 года. Лента получила преимущественно положительные отзывы и стала кассовым хитом, собрав в мировом прокате более 474 миллионов долларов. Также фильм выиграл премию «Оскар» в номинации «Лучший монтаж звука», и был удостоен других премий и номинаций.

## Сюжет
В штате Юта в 1912 году юный Индиана Джонс крадёт у банды наёмников золотой крест Коронадо и сбегает от них на цирковом поезде. В одном из вагонов он падает в ящик со змеями, и с тех пор у него возникает фобия к этим рептилиям. В другом вагоне Индиана встречает львов, хватает хлыст и пытается отогнать их, но при взмахе задевает свой подбородок, получая шрам. Однако шериф, которому Инди отдаёт украденный крест, возвращает драгоценность банде на глазах у удивлённого юноши. Лидер наёмников, восхищённый смелостью Индианы, дарит ему свою шляпу-федору.
В 1938 году повзрослевшему Индиане Джонсу в ходе опасной операции удаётся доставить крест Коронадо в музей. После этого к нему обращается бизнесмен Уолтер Донован с просьбой разыскать Святой Грааль. Индиана считает священную чашу предметом мифа, но соглашается, поскольку в поисках её пропал отец Индианы — профессор Генри Джонс-старший. В Венеции с помощью отцовского дневника, друга Маркуса Броуди и ассистентки Эльзы Шнайдер археолог находит подсказки, указывающие на древний город Александрету (Искендерун) на юге Турции (в обозначенный период — на территории отдельного государства Хатая). Индиана отправляет Маркуса Броуди в Искендерун на встречу с их старым знакомым Саллахом.

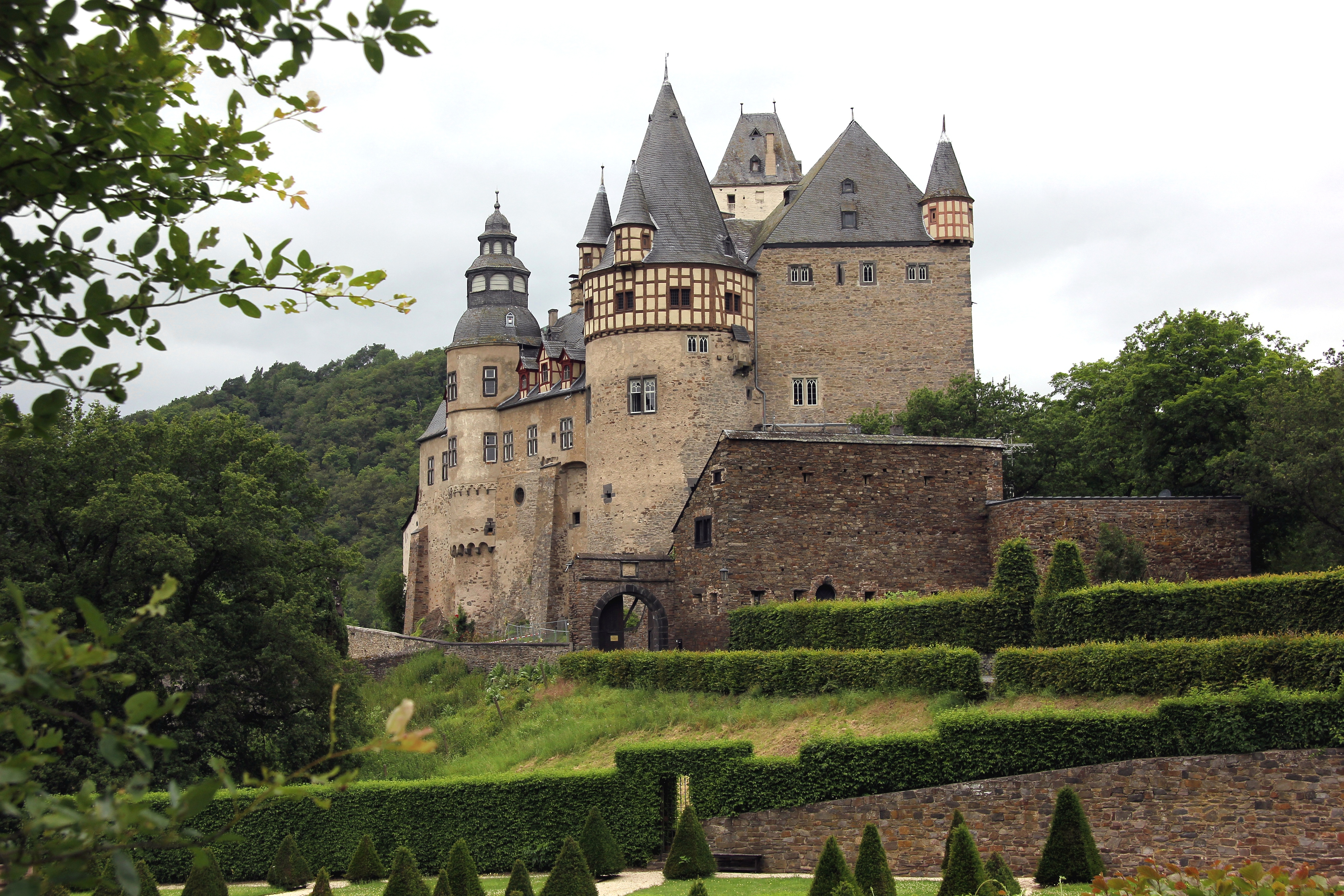
Замок Бюрресхайм из Майена в фильме показан как замок Брюнвальд на австро-германской границе.

Член Тайной организации защитников Грааля Казим сообщает Инди, что профессор Джонс-старший заключён в замке Брюнвальд на австро-германской границе. Встреча с отцом открывает Индиане предательство Эльзы и Донована, которые все это время работали на Гитлера и нацистов. Инди вызволяет отца из плена и едет в Берлин за дневником, похищенным Эльзой. За сбежавшими на мотоцикле Джонсами полковник Фогель снаряжает погоню. Оторвавшись от преследователей, Джонсы садятся на дирижабль, чтобы покинуть Германию. Во время полёта отец рассказывает сыну, что нашёл и записал в дневнике подсказки о преодолении трех испытаний на пути к чаше.
Внезапный разворот дирижабля в обратный путь вынуждает героев пересесть на биплан, чтобы уйти от преследования самолётов люфтваффе.
Тем временем Донован и Фогель получают у правителя Хатая спецтехнику и разрешение на поиски Грааля, путь к которому стал им известен из дневника. Джонсы в Искендеруне узнают от Саллаха, что Маркус Броуди похищен нацистами, которые взяли его с собой в экспедицию. Инди, устроив вместе с людьми Казима нападение на немецкий конвой, спасает друга из танка, который теряет управление, и вместе с оставшимся в нём полковником Фогелем падает с обрыва. Казим гибнет в перестрелке.
Добравшись до искомого храма, нацисты находят там Индиану Джонса с его спутниками. Донован, получив отказ Индианы пройти для него смертельные ловушки на пути к чаше, смертельно ранит Джонса-старшего. Теперь у Инди нет выбора: вода из Грааля — единственное средство, которое может спасти его отца. Используя подсказки дневника, знания и логику, археолог преодолевает все три ловушки: с помощью рывка уклоняется от движущихся пил и заклинивает механизм, наступает на нужные буквы при прохождении словесной головоломки, а затем проходит скрытый мост через бездонную яму (его не видно из-за эффекта иллюзии, он виден под определённым ракурсом), после чего добирается до зала, который охраняет бессмертный рыцарь. Увидев Индиану, он его атакует, но безуспешно из-за его глубокой старости и утраты сил. Он сообщает о последнем испытании — нужно найти среди десятков разных чаш истинный Грааль.
Донован уверен, что чаша Христа должна быть в прямом смысле слова божественной. Эльза выбирает самый роскошный кубок, из которого Донован пьет воду, но, допив, почти мгновенно умирает от старости. От его тела остаётся скелет. Инди, догадавшись, что простой плотник никак не мог владеть драгоценным кубком, выбирает обычную глиняную чашу. Рыцарь подтверждает правильность выбора, но предупреждает героев, что Грааль нельзя выносить за пределы храма.
Джонс поит святой водой отца, залечивая его рану. Эльза, одержимая жаждой богатства и бессмертия, выносит чашу за пределы Великой печати у входа. Храм начинает разрушаться, по полу идут огромные трещины, в одну из которых проваливается Эльза. Индиана, забыв о кубке, пытается спасти женщину, но терпит неудачу, после чего сам пытается вытащить чашу, но в последний момент отказывается. Все находящиеся в храме погибают, но Джонсы, Маркус и Саллах успевают покинуть его.

## В ролях
| Актёр           | Роль                     |
| --------------- | ------------------------ |
| Харрисон Форд   | Индиана Джонс            |
| Шон Коннери     | профессор Генри Джонс    |
| Элисон Дуди     | Эльза Шнайдер            |
| Денхолм Эллиотт | Маркус Броуди            |
| Джон Рис-Дэвис  | Саллах                   |
| Джулиан Гловер  | Уолтер Донован           |
| Майкл Бирн      | полковник Эрнст Фогель   |
| Ривер Феникс    | 13-летний Индиана Джонс  |
| Кеворк Маликян  | Казим                    |
| Роберт Эддисон  | Рыцарь Грааля            |
| Вернон Добчефф  | Дворецкий                |
| Майкл Ширд      | Адольф Гитлер            |
| Ричард Янг      | Гарт «Федора»            |
| Юджин Липински  | таинственный агент G-Man |
| Рональд Лейси   | Генрих Гиммлер           |

## Съёмочная группа
- Режиссёр: Стивен Спилберг
- Продюсер: Роберт Уоттс
- Сценарий: Джеффри Боэм (по сюжету Джорджа Лукаса и Менно Мейеса)
- Оператор: Дуглас Слокомб
- Костюмы: Энтони Пауэлл
- Художник: Эллиот Скотт
- Композитор: Джон Уильямс
- Исполнительные продюсеры: Джордж Лукас и Фрэнк Маршалл

## Производство

### Начальная стадия
Лукас и Спилберг собирались снять трилогию об Индиане Джонсе с самого начала, ещё когда в 1977 году Спилберг начал работу над проектом «В поисках утраченного ковчега». После негативной реакции на гнетущую атмосферу второго фильма Спилберг решил снять финальную часть трилогии более жизнеутверждающей, усилив элемент комедии, и «извиниться» за вторую часть. Авторы хотели вернуться к атмосфере первой картины. На протяжении всего этапа развития и пре-продакшна картины Спилберг сознательно «целенаправленно работал над возвращением к истокам». Из-за преданности картине Спилберг отказался снимать фильмы «Большой» и «Человек дождя».
Лукас предложил сделать фильм в духе «особняка с привидениями», для которого сценарист Дайан Томас, автор сценария картины «Роман с камнем», написала сценарий. Спилберг отклонил эту идею из-за схожести с фильмом «Полтергейст», соавтором сценария и продюсером которого он выступил. Сначала Лукас предложил использовать Святой Грааль в прологе, действие которого происходило бы в Шотландии. По задумке Лукаса у истоков Грааля стояло язычество, а действие картины происходило во время поисков других христианских артефактов на территории Африки. Спилбергу идея с Граалем не понравилась, он считал её слишком «эзотерической», даже несмотря на то, что Лукас предложил наделить артефакт волшебными исцеляющими свойствами и дарованием бессмертия. В сентябре 1984 года Лукас закончил 8-страничный проект-набросок под названием «Индиана Джонс и Король обезьян» (англ. Indiana Jones & The Monkey King), который он вскоре дописал до одиннадцати страниц. По сюжету Индиана борется с призраком в Шотландии, а в финале находит Источник вечной молодости, расположенный в Африке.
Крис Коламбус, написавший сценарии к нескольким продюсерским проектам Спилберга — «Гремлины», «Балбесы» и «Молодой Шерлок Холмс» — был нанят для создания сценария. Первый набросок, датированный 3 мая 1985 года, изменил главную сюжетную линию — теперь в центре сюжета был китайский мистический артефакт, именуемый Персиками бессмертия (англ. Peaches of Immortality). Действие начинается в 1937 году, когда Индиана борется с призраком барона Шеймуса Сигроува III в Шотландии. Индиана отправляется в Мозамбик, чтобы найти доктора Клэр Кларр (по описанию Лукаса это должен был быть типаж Кэтрин Хепбёрн), которая нашла 200-летнего пигмея. Его похищают нацисты во время погони на лодках, и Индиана, Клэр и Скреджи Бриер (давний друг Инди), отправляются по реке Замбези, чтобы спасти его. В финальной битве Инди погибает, но его воскрешает Король обезьян. Другие примечательные персонажи — племя африканских каннибалов; нацистский сержант Гаттербёг с механической рукой; безбилетная студентка Бэтси, безумно влюблённая в Индиану; лидер пиратов Кезур (в стиле Тосиро Мифунэ), умирающий из-за того, что он съел персик, но при этом он обладал грязными помыслами. Также в сценарии упоминается танк и осёдланный носорог.
Вторая версия сценария Криса Коламбуса, датируемая 6 августа 1985 года, исключала героиню Бэтси и представляла нового героя по имени Дэш — покинувшего родину владельца бара, работающего на нацистов, а Король обезьян был представлен злодеем. Он вынуждает Инди и Дэша играть в шахматы, но вместо фигур на доске — реальные люди, которые погибают на самом деле. Инди вступает в битву с нечистью и побеждает армию Короля и женится на Клэр. Местом действия предполагалось выбрать Африку, но Спилберг и Лукас отказались от образа Короля, так как он выставлял коренных африканцев в неприглядном свете, а сам сценарий — слишком нереалистичным. По словам Спилберга, он почувствовал себя «слишком, невероятно старым для такой постановки». В 1997 году сценарий Коламбуса попал в Интернет, и многие посчитали его первым наброском сценария к четвёртому фильму, так как ошиблись в дате написания сценария — многие считали, что он датировался 1995 годом.
Тогда Спилберг предложил ввести в действие отца Индианы, Генри Джонса-старшего. Лукас сомневался на этот счёт, так как считал, что в центре истории должен быть Грааль. Тогда Спилберг убедил коллегу, что отношения отца и сына станут идеальной метафорой для поисков Инди. Спилберг нанял Менно Мейджеса, работавшего над картинами «Цветы лиловых полей» и «Империя солнца», и тот начал работы над сценарием 1 января 1986 года. Мейджерс закончил сценарий через 10 месяцев. По сюжету, Инди отправляется на поиски отца в Монсегюр, где встречает монахиню по имени Шанталь. Индиана отправляется в Венецию, едет на Восточном экспрессе в Стамбул, на поезде в Петру, где встречает Саллаха и находит своего отца. В финале нацисты касаются Грааля и взрываются; когда артефакта касается Генри, перед ним появляется лестница в Рай. Шанталь решает остаться на Земле и выйти замуж за Индиану. Несколько месяцев спустя сценарий был исправлен и дополнен — Индиана находит отца в крепости Крак-де-Шевалье, а предводителем нацистов становится женщина по имени Грета Фон Гримм; Индиана борется с демонами на стороне Грааля с помощью волшебного ножа. В прологе обеих версий сценария, Индиана в Мексике борется за обладание маской Монтесумы с человеком, который управляет армией горилл.
Затем Спилберг нанял Джеффри Боэма, автора «Внутреннего пространства», чтобы тот переписал сценарий, на что у него с Лукасом ушло две недели. Боэм предложил, чтобы Инди нашёл своего отца в середине повествования. «Учитывая, что это последний фильм, нельзя просто позволить им найти артефакт, как это было с предыдущими фильмами. И я подумал — пусть они потеряют Грааль, но зато восстановят свои отношения. Это эмоциональный поиск, внутренние копания Инди, смысл которых в том, что отец важнее Грааля», — говорит Боэм. Также сценарист отметил, что персонаж был недостаточно развит в предыдущих картинах. В первом наброске Боэма от сентября 1987 года действие картины происходило в 1939 году. В прологе также был цирковой поезд, но по сюжету Инди искал реликвию ацтеков в Мексике. Лидер «Братства крестоносного меча», Кемаль, был каталонским секретными агентом, сотрудничающим с нацистами в поисках Грааля, дабы прославить свою страну. Он стреляет в Генри и погибает, выпив не из той чаши. Генри и Эльза (брюнетка в сценарии) искали Грааля для «Чандлер-Фонда». Рыцарь Грааля сражается с Инди верхом на лошади, а Фогель погибает, придавленный каменной глыбой в попытке украсть Грааль.
Версия сценария Боэма от 1988 года содержала большую часть предложений Коннери относительного его персонажа; также сценарий содержал пролог, который и вошёл в финальную версию фильма. Лукасу пришлось убедить Спилберга в необходимости показать Инди мальчиком, так как картина «Империя солнца» вызвала много положительных откликов именно из-за того, что главный герой был маленьким мальчиком. Спилберг — которого позже наградили бойскаутской наградой «Distinguished Eagle» — предложил сделать Инди бойскаутом. Мать Индианы, Маргарет, отсутствует в сцене, а Генри-старший занят длительными телефонными переговорами, когда Инди появляется дома с крестом Коронадо. Уолтер Чандлер появляется в сценарии, но не является главным злодеем — его герой погибает во время падения танка с обрыва. Эльза стреляет в Генри и погибает, выбрав не ту чашу, а Инди спасает своего падающего в пропасть отца, пока тот пытается дотянуться до Грааля. Вогель теряет голову, проходя одно из трёх испытаний верой, а Кемаль пытается взорвать храм во время комической схватки, в которой оружие несколько раз самопроизвольно выстреливает. Лени Рифеншталь появляется на съезде нацистов. Через месяц Боэм придумал сцену, в которой Генри-Старший пугает чаек, которые в итоге врезаются в самолёт и вызывают его крушение. Том Стоппард переписал сценарий 8 мая 1988 под псевдонимом Барри Уотсон (англ. Barry Watson). Он переписал большую часть диалогов и добавил персонажа в «панамской шляпе», чтобы соединить пролог с основным временем действия картины. Также Стоппард переименовал Кемаль в Казима, Чендлера в Донована, который в итоге и застрелил Генри.

### Съёмки

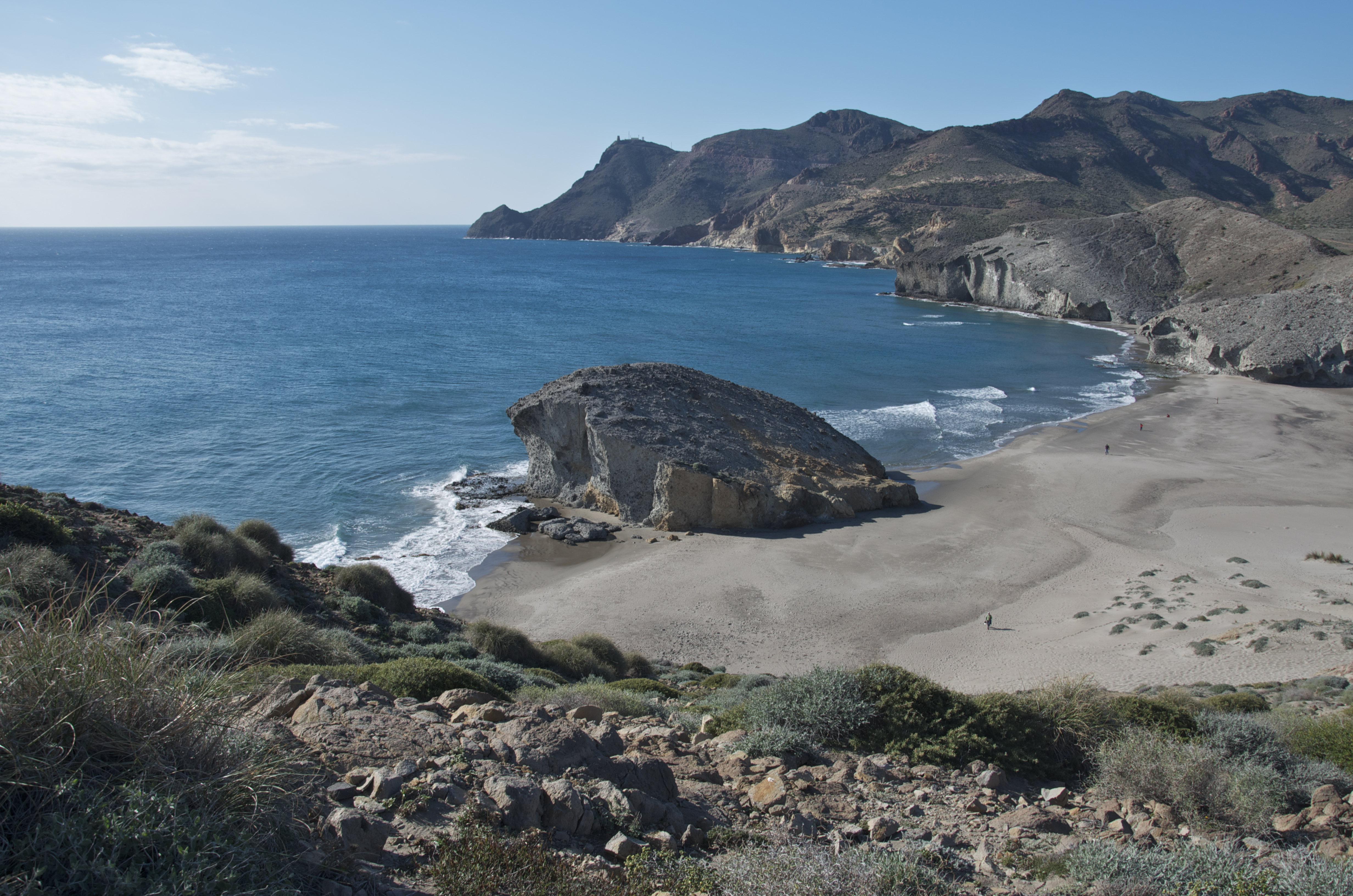
Пляж в Габо Де Гата-Нихар, Альмерия, Испания.

Основные съёмки начались 16 мая 1988 года в пустыне Табернас испанской провинции Альмерия. Спилберг планировал снять короткую сцену погони за два дня, но работая над раскадровками, значительно расширил сцену. Решив, что снять сцену погони с грузовиком лучше, чем это вышло в «В поисках утраченного ковчега», не получится (кроме того, грузовик был значительно быстрее танка), Спилберг чувствовал, что эта сцена должна быть более повествовательной, нежели приключенческой, показывая взаимовыручку отца и сына. Позже Спилберг отметил, что ему было интереснее создавать раскадровки, чем снимать сцену. Второе отделение съёмочной группы начала съёмки за две недели до этого. Спустя 10 дней съёмки переместились во Дворец изящных искусств в Мехико, который использовали как дворец хатайского султана. В парке Габо Де Гата-Нихар снимали сцену погони на дороге, в туннеле и на пляже, где стая птиц сбивает самолёт. Съёмки в Испании закончились 2 июня 1988 года в Гуадисе, провинция Гранада — там снималась сцена, в которой Броуди похищают на железнодорожной станции в Искендеруне. Для достоверности рядом со станцией построили мечеть.

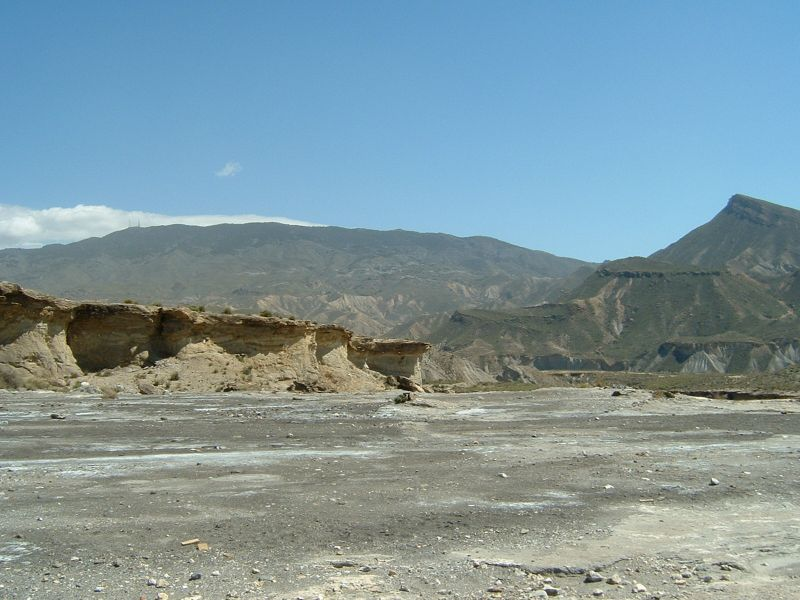
Съёмки погони на танке снимали в пустыне Табернас., Альмерия, Испания.

Съёмки внутренних сцен замка проходили в павильонах студии «Элстри» в Англии с 5 по 10 июня 1988 года. Сцену пожара снимали в последнюю очередь. 16 июня в Королевском садоводческом обществе снимали внутренние сцены в аэропорту. На следующий день группа вернулась на площадку «Элстри», чтобы снять побег на мотоцикле — съёмки ненатурных сцен продолжались до 18 июля. 29 июня на аэродроме «North Weald Airfield» проходили съёмки сцены, когда Индиана покидает Венецию. Играя сцену беседы за столом, Форд и Коннери были без штанов, так как на съёмочной площадке было невероятно жарко. Спилберг, Маршалл и Кеннеди остановили съёмки, чтобы выступить в Парламенте в поддержку Британской киноиндустрии, переживающей не самые лучшие времена в плане экономики. С 20 по 22 июля проходили съёмки «внутренних» сцен храма Грааля. Вход в храм был снят у Эль-Хазне в древнем городе Петра (это сооружение также появляется в фильме «Синдбад и глаз тигра»). Декорации храма строились шесть недель с использованием гидравлических систем и 10 кардановых подвесов для съёмок землетрясения. Работы по восстановлению декораций для съёмок сцен до и после обрушения храма занимала около 20 минут между дублями — гидравлическая установка приводилась в прежнее положение, а образовавшиеся трещины замазывались. Первоначально сцену, в которой Грааль проваливается в первую образовавшуюся трещину, хотели снять на декорации в натуральную величину, но поняли, что это будет слишком сложно. Вместо этого была построенная отдельная площадка-пол до разлома, с заполнителем трещины. Понадобилось шесть дублей, чтобы закинуть Грааль на нужный выступ. Ночью с 25 по 26 июля проходили съёмки в школе «Стоу» в общине Стоу в Бакингемшире, где снимался нацистский парад.

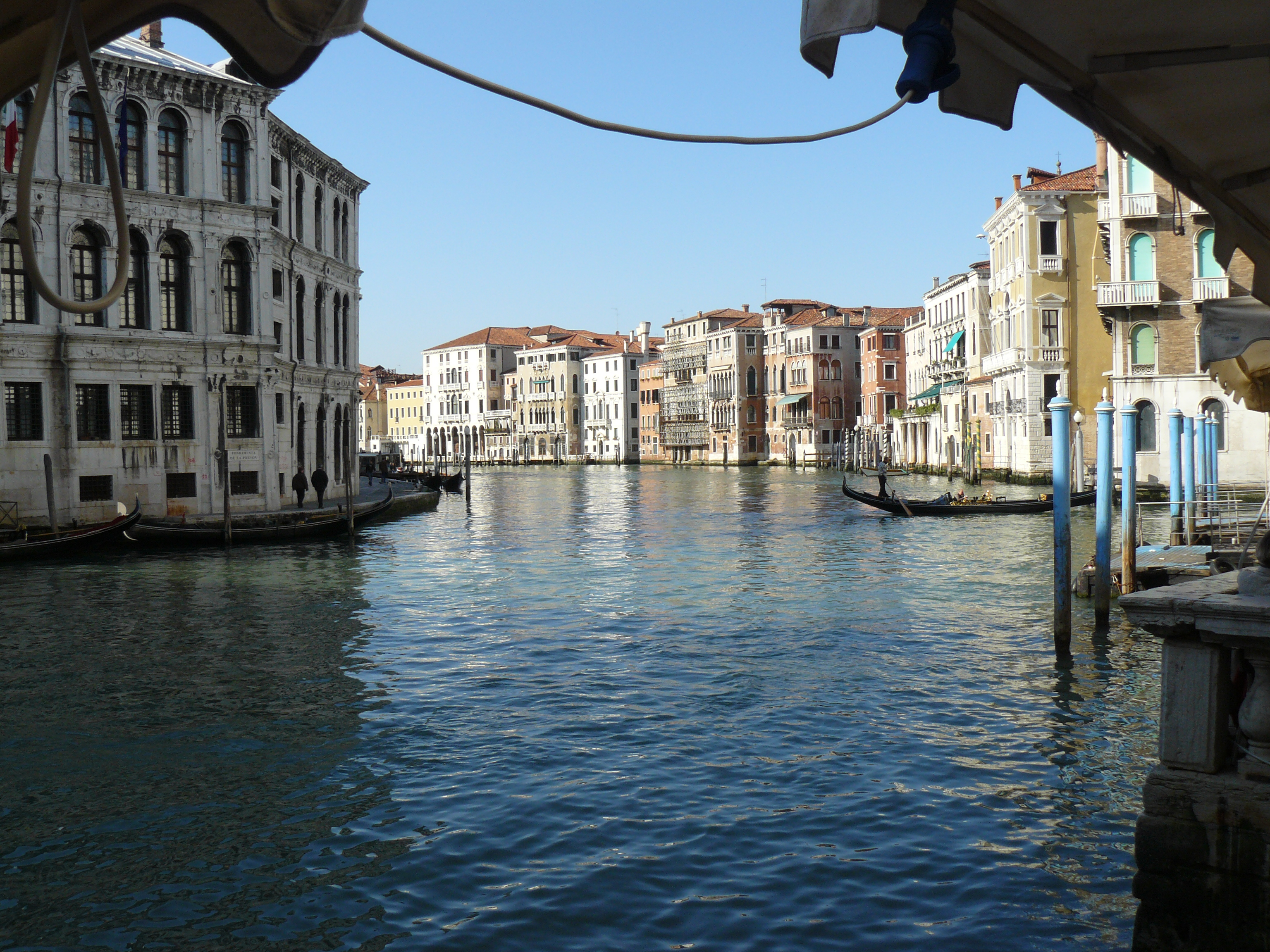
Продюсер Роберт Уоттс получил разрешение руководства Венеции, и для съёмок Гран-канал был закрыт для туристов утром 8 августа 1988 года.

Два дня спустя съёмочная группа вернулась в Элстри, где Спилберг быстро отснял сцену в библиотеке, португальское судно и сцены в катакомбах. Пролог 1938 года на пароходе был снят за три дня в доках на постройке размером 60 футов на 40 на кардановом подвесе — также в Элстри. В этой сцене использовалось около дюжины резервуаров — каждая вместимостью около 360 американских галлонов воды весом 3 тысячи фунтов. Дом Генри сняли в Милл-Хилл в Лондоне. Также драка Инди и Казима в Венеции перед гребным винтом корабля была отснята в водном резервуаре в Элстри. Чтобы создалось впечатление, что актёры ближе к винту, чем они есть на самом деле, Спилберг использовал линзы дальнего фокуса. Два дня спустя, 4 августа, часть погони была снята в доках Тилбари в Эссексе — в сцене использовались спортивные лодки «Hacker Craft». Для сцены, в которой лодки проплывают между кораблями, судна были соединены кабелями и двигались одновременно, а лодки проплывали достаточно близко к ним, чтобы одно задело судно, как того требовал сценарий. Между кораблями была пущена пустая лодка на дрейфующей платформе с куклами вместо актёров, а огонь и дым помогли спрятать платформу. Каскадёрский трюк снимался дважды, так как первый раз лодка приземлилась слишком низко по отношению к камере. На следующий день съёмки в Англии завершились в Королевской Масонской школе в городе Рикмансворт, который использовали в качестве университета, где преподавал Индиана (его же использовали в съёмках «В поисках утраченного ковчега»).

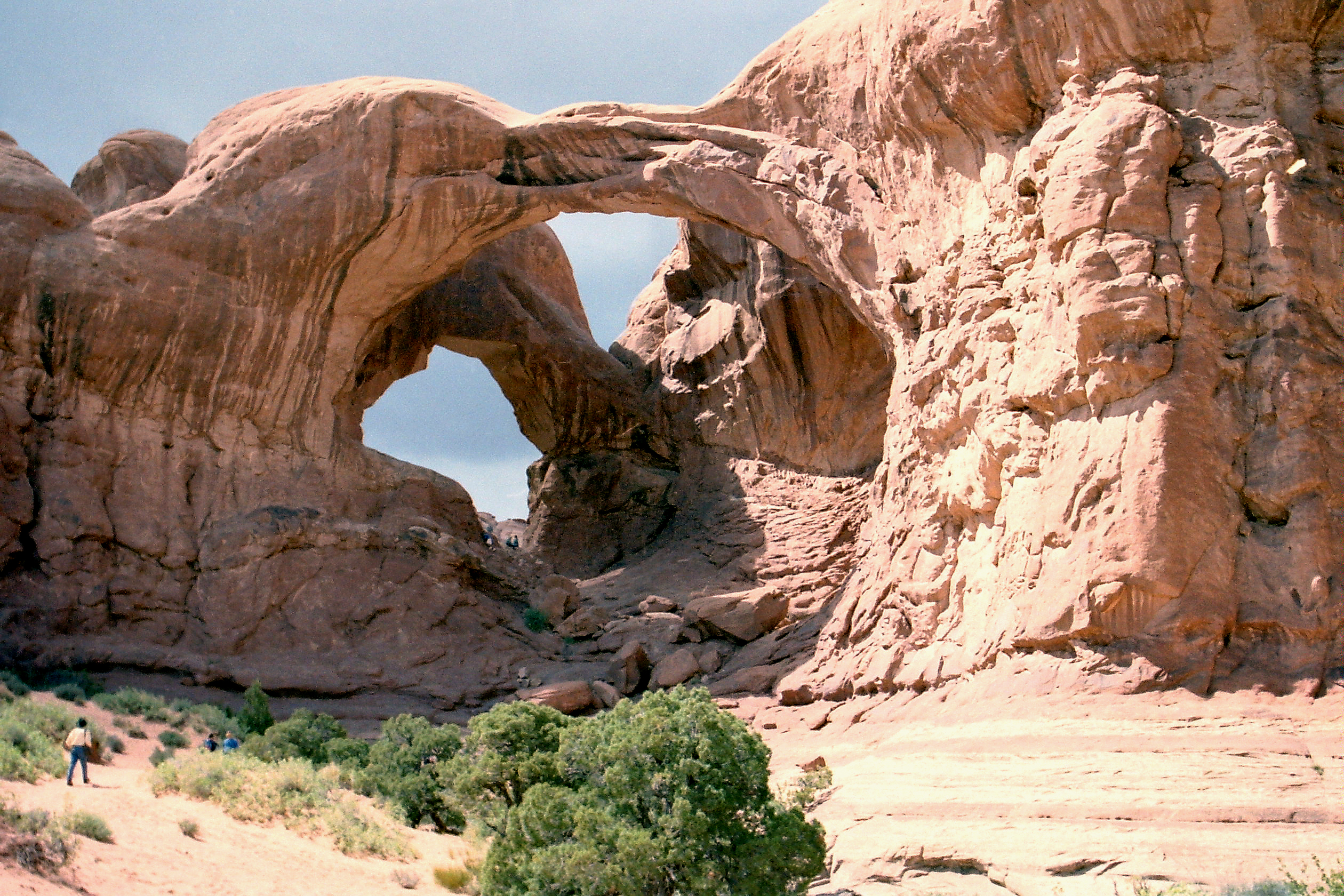
Арчес (национальный парк) в штате Юта, где прошли съёмки начала фильма.

Съёмки в Венеции проходили 8 августа. Три сцены — встреча Инди и Броуди с Эльзой; части сцены погони на лодках; Казим говорит Инди, где его отец — снимались с 7 утра до часу дня, а Роберту Уоттсу дали доступ к съёмкам в Гранд-канал, ограничив доступ туда туристам. Оператор Дуглас Слокомб старался устанавливать камеру таким образом, чтобы в кадр не попали спутниковые тарелки. Церковь Сан-Барнаба использовали для съёмок главного входа в библиотеку. На следующий день съёмки переместились в Петру в Иордании, где снимали храм Грааля. Актёров и съёмочную группу пригласили к себе Король Хусейн и Королева Нур. На той же неделе основной актёрский состав завершил съёмки после 63 дней работы.

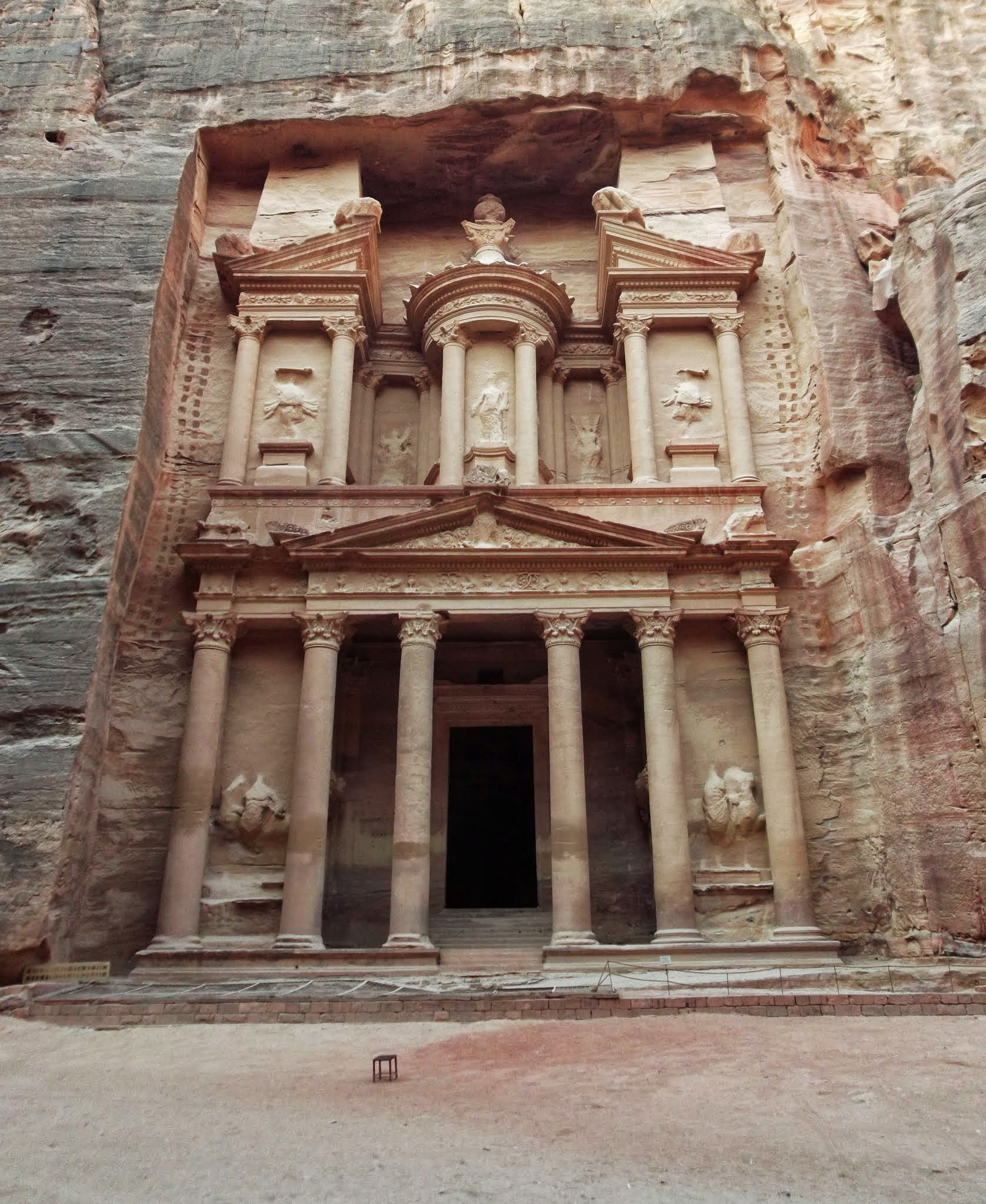
Эль-Хазне, послуживший для фильма храмом Грааля.

Вторая съёмочная группа снимала пролог 1912 года с 29 августа по 3 сентября. Основная группа начала съёмки сцены погони на поезде в Аламосе, штат Колорадо, два дня спустя. Съёмки в Пагоса-Спрингс проходили 7 сентября, а в городе Кортес — 10 сентября. С 14 по 16 сентября сцены в вагонах поезда снимались в Лос-Анджелесе. Затем съёмки переместились в Арчес — национальный парк в Юте, где снимался вид открывающей сцены. Дом, использовавшийся в качестве дома Джонсов, находился неподалёку от парка. Предполагалось, что съёмки будут проходить в национальном парке Меса-Верде, но представители коренных американцев дали отказ съёмочной группе из-за религиозных причин. Когда Спилберг и редактор Майкл Кан просмотрели рабочий вариант картины в конце 1988 года, они поняли, что в ней не хватает действия. Сцены погони на мотоциклах была отснята на стадии пост-продакшена в окрестностях Фэйрфакс и Маунт-Тамалпаис недалеко от кино-ранчо «Скайуокер» Джорджа Лукаса. Финальные кадры, на которых герои устремляются навстречу закату, были сняты в Техасе в начале 1989 года.

### Дизайн
Джордж Гиббс, ответственный за работу с механическими эффектами, отметил, что работа над фильмом оказалась самой сложной в его карьере. Он посетил музей и начал вести переговоры о том, чтобы арендовать маленький французский танк времён Первой Мировой войны, но в итоге решил построить его самостоятельно. Он был основан на модели «Tank Mark VIII» длинной 36 футов (около 11 метров) и весом 28 американских тонн (около 25 обычных тонн). Гиббс построил танк из экскаватора того же веса и добавил гусеничный движитель весом 7 американских тонн (6,4 тонны), управляемых двумя автоматическими гидравлическими помпами, каждая из которых была соединена с машиной «Range Rover» c V-образным 8-цилиндровым двигателем. Гиббс построил танк из стали, а не алюминия или стеклопластика, так как хотел, чтобы движение реалистично затруднялось при перемещении по каменистым поверхностям. В отличие от своего прообраза, у которого было только две боковые пушки, у отстроенного танка была орудийная башня. На постройку и транспортировку танка в Алмерию на самолёте «Short Belfast» с использованием грузовика ушло 4 месяца.

## Художественные особенности

### Основная тема
Отношения отца и сына являются центральными во многих фильмах Спилберга, включая картины «Инопланетянин» и «Капитан Крюк». Эта тема находит отражение и в религиозной стороне фильма, перекликаясь с другими картинами 1989 года — «Звёздный путь V: Последний рубеж» и «Поле его мечты». В обзоре «The New York Times» Кэйрин Джеймс говорит, что эти фильмы представляют новую волну кино, в которых религиозное поклонение олицетворяет поиск отцовской фигуры. По мнению Джеймс, для Индианы и его отца поиск Грааля и противостояние немцам не было главной задачей в их «мальчишечьем» приключении — скорее они стремились найти профессиональное уважение по отношению друг к другу. Джеймс подчёркивает контраст между эпичным разрушением храма и живой и искренней беседой между отцом и сыном в финале картины. Джеймс также отмечает, что мать Инди отсутствует в прологе, уже скончавшаяся к тому времени.

### Факты из жизни создателей

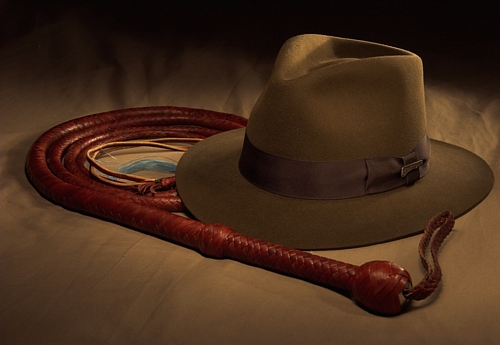
Хлыст и шляпа федора — классические атрибуты Индианы Джонса.

Пролог 1912 года отсылает к фактам из жизни членов съёмочной группы. Когда молодой Инди берёт хлыст и случайно бьёт себя по подбородку его кончиком, на лице остаётся шрам — там же находится шрам, который Харрисон Форд получил в результате автомобильной аварии ещё в детстве. Прозвище «Индиана» главный герой получил в честь своей собаки породы аляскинский маламут — собака такой породы с прозвищем «Индиана» была у Джорджа Лукаса. Вагон с магическими приспособлениями, где оказывается Инди во время погони, называется «Doctor Fantasy’s Magic Caboose» — это было сценическое имя Френка Маршалла, когда он выступал с фокусами. Спилберг предложил идею, что Инди исчезнет с поезда после того, как залезет в коробку с логотипом, а производственный дизайнер Эллиотт Скотт предложил отснять этот эпизод единым кадром. Сцены с Генри-старшим, пугающим птиц своим зонтом, придумана Спилбергом с отсылкой к фильму «Дочь Райана».

### Влияние
Сцена-пролог с юностью Инди вдохновила Джорджа Лукаса на создание телевизионного сериала «Хроники молодого Индианы Джонса» с Шоном Патриком Фленнери в главной роли; детскую роль Инди исполнил Кори Карьер. Образ 13-летнего Инди, сыгранного в фильме Ривером Фениксом, стал главным в серии подростковых романов, которые начали выходить в 1990 году. К выходу девятого романа события книжной серии стали перекликаться с телесериалом. Немецкий автор Вольфганг Холбен переписал пролог 1912 года в одном из своих романов, в котором Индиана встретил предводителя расхитителей могил из фильма — которого автор назвал Джеком — в 1943 году. Финал картины положил начало комикс серии «Indiana Jones & The Spear of Destiny» 1995 года, в котором Инди и его отец отправляются в 1945 году в Ирландию на поиски Копья Лонгина. Кроме того, Спилберг хотел, чтобы Коннери появился в роли-камео в «Королевстве хрустального черепа», но актёр отказался, так как уже давно перестал сниматься в кино.

## Релиз

### Маркетинг

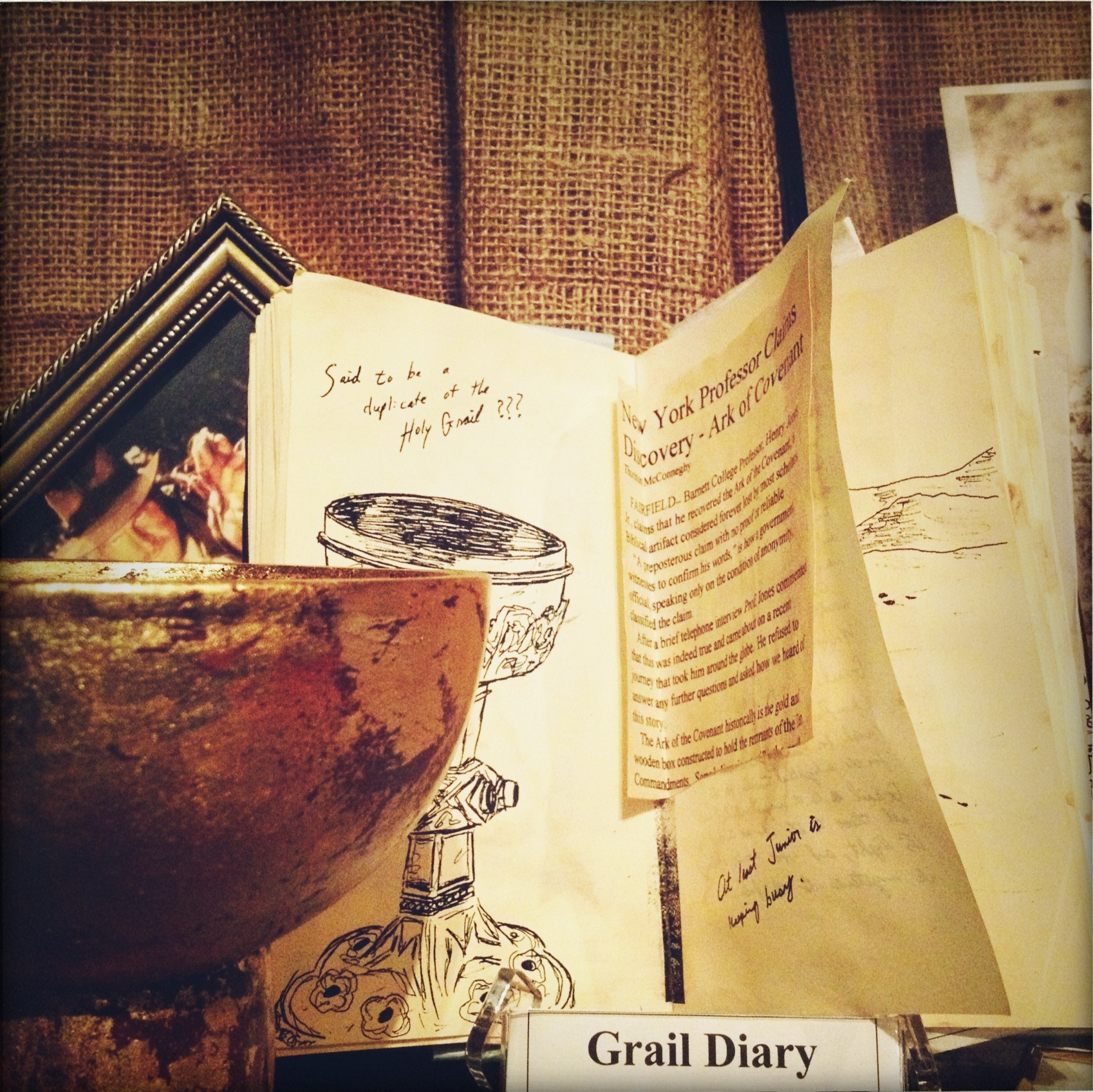
Дневник Грааля из фильма в Музее Голливуда.

Тизер-трейлер фильма вышел в кинотеатрах в ноябре 1988 года вместе с картинам «Новая рождественская сказка» и «Голый пистолет». Роман-новелизация, написанный Робом МакГрегором (англ. Rob McGregor), был выпущен в июне 1989 года и по количеству проданных копий стала бестселлером «The New York Times», после чего МакГрегор написал шесть романов-предысторий, опубликованных в 1990-е годы. После выхода фильма костюм и шляпа Харрисона Форда попали в Музей Американской истории при Смитсоновском институте.
В предпремьерный период не было выпущено никаких игрушек с символикой картины — «на игрушечном горизонте Индиана Джонс не появлялся», как отметил Ларри Карлат, ведущий редактор обозревателя «Children’s Business». Однако компания «Lucasfilm» начала продажу и распространение шляп, маек, курток и часов с логотипом картины. На основе фильма в 1989 году компанией «LucasArts» было выпущено две видеоигры: «Indiana Jones & The Last Crusade: The Graphic Adventure» и «Indiana Jones & The Last Crusade: The Action Game». Третья игра, произведённая компанией «Taito», вышла в 1991 году для игровой системы Nintendo Entertainment System. В апреле 2008 года вышла новая новелизация фильма, написанная Райдером Уиндемом (англ. Ryder Windham) для «Scholastic» прямо перед выходом четвёртой картины цикла в мае того же года.
В июле 2008 года компания «Hasbro» выпустила линию игрушек с героями фильма.
Часть реквизита, в частности дневник Грааля, выставлена в Музее Голливуда.

### Кассовые сборы
Премьера картины в США состоялась 24 мая 1989 года — показ проходил в 2327 кинотеатрах. В первые выходные фильм собрал $29 355 021 — показав третий самый высокий результат за выходные по итогам 1989 года после фильмов «Охотники за привидениями 2» и «Бэтмен». В первый день фильм собрал $11 181 429 — первый в истории кино случай, когда кассовые сборы фильма за первый день преодолели планку в $10 млн. За первые шесть дней проката фильм собрал рекордные $47 млн; $77 млн после двенадцати дней и $100 после девятнадцати. К концу года фильм собрал $195,7 млн и $475 млн к марту 1990 года. Картина поставила рекорд продаж билетов во Франции — миллион билетов было продано за две с половиной недели.
В итоге фильм собрал $197 171 806 в США и $277 млн во всём мире — общие сборы составили $474 171 806. В то время фильм считался 11 самым кассовым фильмом всех времён. Несмотря на сильную конкуренцию с «Бэтменом», фильм стал лидером зарубежного проката 1989 года, хотя в Америке «Бэтмен» оставался лидером сборов. После «Королевства хрустального черепа» и «В поисках утраченного ковчега», «Последний крестовый поход» является третьим самым кассовым фильмом франшизы в США, но четвёртым, включая «Храм судьбы», если учитывать инфляцию.

### Критика

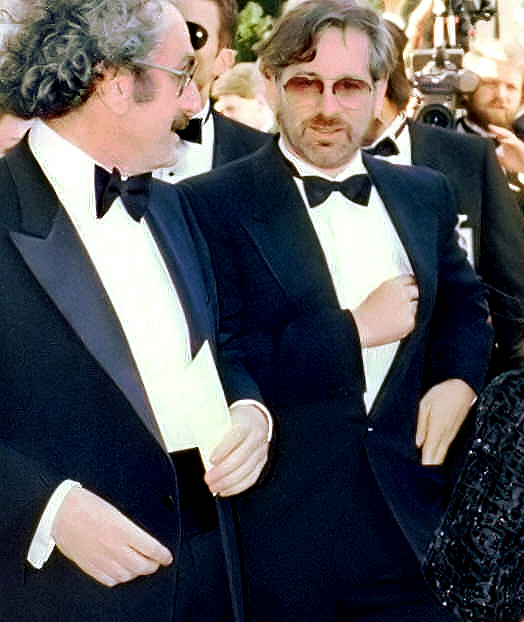
Стивен Спилберг на 62-й кинопремии Оскар, где фильм был заявлен в трёх категориях.

Фильм получил смешанные отзывы. Эндрю Сэррис из «The New York Observer», Дэвид Денби из «The New York Magazine», Стэнли Кауффман из «The New Republic» и Джорджиа Браун из «The Village Voice» негативно отозвались о картине. Джонатан Розенбаум из «The Chicago Reader» назвал фильм «бездушным». Газета «The Washington Post» делала обзор фильма дважды: в день выхода фильма Хэл Хинсон написал негативный отзыв, отметив, что в фильме «одни погони и дурацкие взрывы». Хотя он оценил игру Форда и Коннери, автору показалась, что тайна персонажа Индианы исчезла, а Спилберг «не должен был менять стиль повествования на более взрослый». Через два дня Дессон Томпсон опубликовал положительный отзыв, оценив приключения и действие, а также глубину отношений отца и сына в картине. Джозеф МакБрайд из «Variety» написал, что «карикатурные нацисты из „В поисках утраченного ковчега“ стали более устрашающими во главе с Джулианом Гловером и Майклом Бирном», отметив, что сцена, в которой Индиана берёт автограф у Гитлера, была «завораживающей». В своей книге о Спилберге МакБрайд написал, что картина вышла «менее расистской, чем её предшественники».
Питер Траверс из «Rolling Stone» написал, что картина была «самым диким и остроумным путешествием из всех». Ричард Корлисс из «Time», Дэвид Ансен из «Newsweek», Винсент Кенби из «The New York Times» также согласились с этим мнением. «И хотя в картине царит атмосфера средненького „Б“-кинца золотой эпохи, фильм от мозга костей оригинален», — пишет Кенби, отмечая, что «наличие отца, который не гордился бы таким сыном, вносит в фильм здоровый юмор». И хотя, по мнению автора, третья часть отличается от предыдущих, многие сцены просто «переходят все грани — к примеру, потрясающая сцена погони на цирковом поезде». Кенби также отметил взросление Спилберга, сконцентрировавшегося на отношениях отца и сына — нечто подобное отметил и МакБрайд в «Variety». Роджер Эберт также оценил пролог картины — он похож на «мальчишечьи приключенческие журналы 1940-х годов […] Должно быть, Спилберг покопался в архивах своих журналов „Boys' Life“ magazine […] Сцена дарит такое ощущение, что для того, чтобы влипнуть в приключение, достаточно лишь пойти в поход с бойскаутами. Спилберг освещает сцены сильным светом старых приключенческих журналов». В обзоре «The Hollywood Reporter» отметили, что игра Форда и Коннери была достойна номинации на «Оскар».
Картина получила особенно позитивные отзывы некоторое время спустя после своего релиза. Джеймс Берардинеди написал, что картина не добирается до высот «Искателей потерянного ковчега» и игнорирует «Храм судьбы». Чтобы завершить трилогию, Спилберг «использует атмосферу первой картины, привнося юмор благодаря появлению персонажа Шона Коннери, и обеспечивая зрителей динамичным дуэтом отца и сына». Нил Смит из BBC оценил приключенческую часть картину, но, по его словам, драматургические и юмористические сцены отца и сына были куда более запоминающимися.
На основе 55 обзоров сайт «Rotten Tomatoes» присвоил фильму 89 % со средним баллом 8 из 10, «Metacritic» присвоил картине 65 баллов из 100 на основе 14 обзоров.

### Премии
| Премия           | Год  | Категория                                         | Номинанты                                                               | Итог      |
| ---------------- | ---- | ------------------------------------------------- | ----------------------------------------------------------------------- | --------- |
| «Оскар»          | 1990 | Лучшая музыка (оригинальный саундтрек)            | Джон Уильямс                                                            | Номинация |
| «Оскар»          | 1990 | Лучший звук                                       | Бен Бёртт, Гэри Саммерс, Шон Мерфи, Тони Доу                            | Номинация |
| «Оскар»          | 1990 | Лучший монтаж звуковых эффектов                   | Бен Бёртт, Ричард Хаймнс                                                | Победа    |
|                  |      |                                                   |                                                                         |           |
| «Золотой глобус» | 1990 | Лучший актёр второго плана в кинофильме           | Шон Коннери                                                             | Номинация |
|                  |      |                                                   |                                                                         |           |
| BAFTA            | 1990 | Лучший актёр второго плана                        | Шон Коннери                                                             | Номинация |
| BAFTA            | 1990 | Лучшие спецэффекты                                | Джордж Гиббс, Майкл Дж. МакАлистер, Марк Салливан, Джон Эллис           | Номинация |
| BAFTA            | 1990 | Лучший звук                                       | Ричард Химнс, Тони Доу, Бен Бёртт, Гэри Саммерс, Шон Мерфи              | Номинация |
|                  |      |                                                   |                                                                         |           |
| «Молодой актёр»  | 1990 | Лучший драматический фильм                        |                                                                         | Номинация |
|                  |      |                                                   |                                                                         |           |
| BMI Award        | 1990 | Премия «Broadcast Music, Inc.»                    | Джон Уильямс                                                            | Победа    |
|                  |      |                                                   |                                                                         |           |
| «Грэмми»         | 1990 | Лучший альбом с инструментальной музыкой к фильму | Джон Уильямс                                                            | Номинация |
|                  |      |                                                   |                                                                         |           |
| «Хьюго»          | 1990 | Лучшая постановка                                 | Стивен Спилберг, Джеффри Боум, Менно Мейес, Джордж Лукас, Филип Кауфман | Победа    |
|                  |      |                                                   |                                                                         |           |
| «Сатурн»         | 1991 | Лучший фильм-фэнтези                              |                                                                         | Номинация |
| «Сатурн»         | 1991 | Лучший сценарий                                   | Джеффри Боум                                                            | Номинация |
| «Сатурн»         | 1991 | Лучший актёр                                      | Харрисон Форд                                                           | Номинация |
| «Сатурн»         | 1991 | Лучшие костюмы                                    | Энтони Пауэлл и Джоанна Джонстон                                        | Номинация |
| «Сатурн»         | 2004 | Лучший DVD-сборник                                | Приключения Индианы Джонса — DVD-Коллекция                              | Победа    |